# آدا نيلد شو
آدا نيلد شو (بالإنجليزية: Ada Nield Chew)‏ (28 يناير 1870 - 27 ديسمبر 1945)، هي ناشطة في حملة المطالبة بإقرار حق الاقتراع للنساء في بريطانيا.

## حياتها

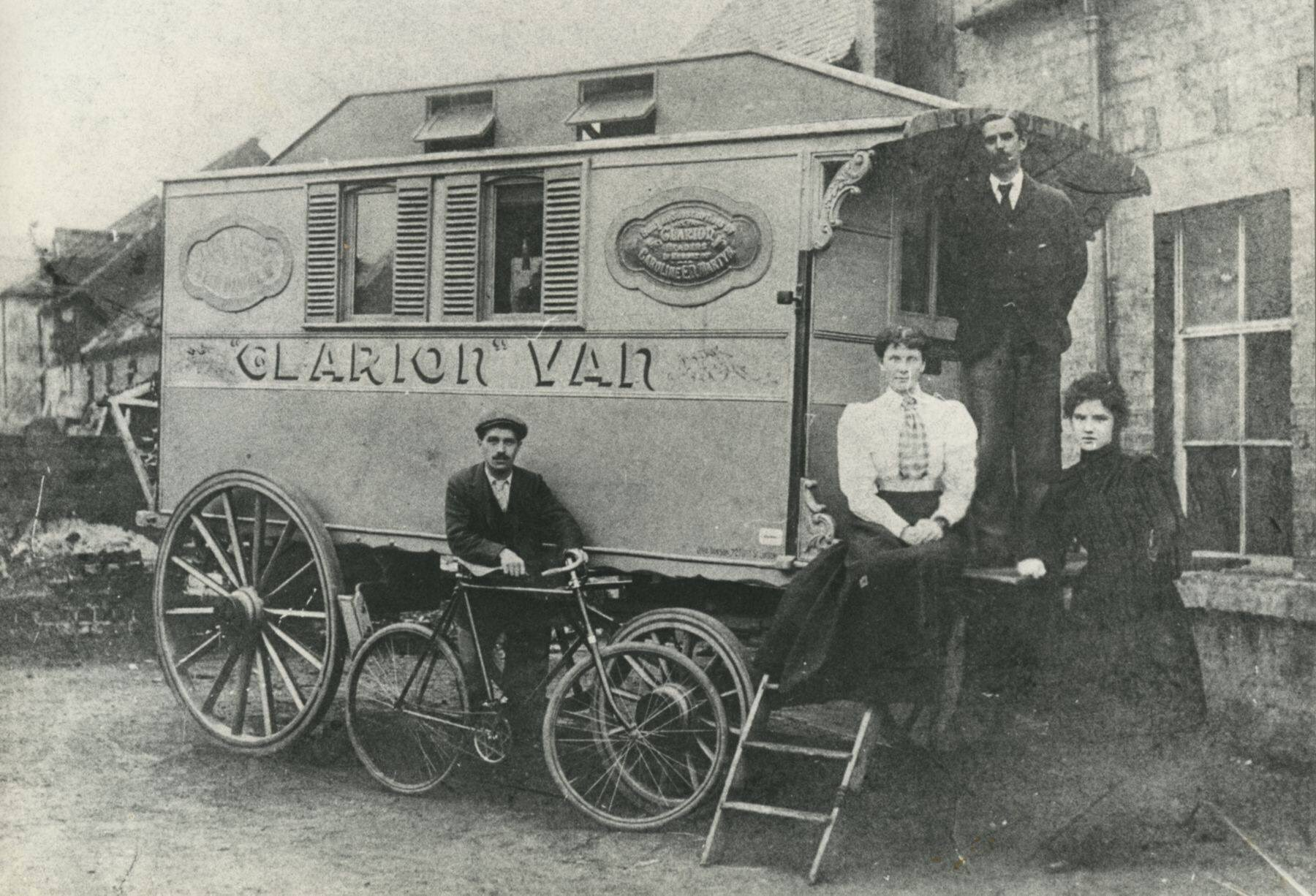
كلاريون فان 1896

وُلدت نيلد في مزرعة بالقرب من بات لين في ستافوردشاير الشمالية في 28 يناير عام 1870. كانت واحدة من 13 طفلًا. تركت المدرسة في سن الحادية عشرة لتساعد والدتها في الاهتمام بالمنزل والأسرة. عملت في الخياطة عندما كانت في العشرينات من عمرها في مصنع في كرو في شيشاير، لكن فصلت بعد أن كتبت سلسلة من الرسائل إلى صحيفة كرو كرونيكل انتقدت فيها ظروف العمل في المصنع. أصبحت بعد ذلك ناشطة في حزب العمل المستقل وسافرت في عام 1896 بجولة في شمال شرق إنجلترا لنشر سياسات حزب العمل المستقل. تزوجت بعد ذلك في عام 1897 من جورج شو عضو آخر في حزب العمل المستقل. ولدت ابنتهما دوريس في العام التالي. ثم أصبحت شو أحد منظمي الرابطة النسائية النقابية.
كانت شو في السنوات التي سبقت الحرب العالمية الأولى مؤيدة نشطة لحركة الدفاع عن حق المرأة في الاقتراع. ذكرت ابنتها: شعرت شو بصفتها امرأة من الطبقة العاملة برعاية من قبل قيادة الطبقة الوسطى للحركة. وقد ظهر ذلك في المراسلات النشطة مع كريستابيل بينكورست في صحيفة الكلاريون خلال عام 1904. أصبحت شو عضوًا في الاتحاد الوطني لجمعيات المطالبة بحق النساء في الاقتراع وعملت في هذه الهيئة كمنظمة في الفترة بين عامي 1911 و1914. ركزت بشكل رئيسي في عملها على كسب الدعم للقضية من خلال علاقاتها في الحركة العمالية.
تبنت شو خلال الحرب العالمية الأولى موقفًا سلميًا وكانت نشطة في الرابطة النسائية الدولية للسلام والحرية وغيرها من المنظمات المناهضة للحرب.
انسحبت شو من السياسة بعد نهاية الحرب وإقرار حق المرأة في الاقتراع عام 1918، وفضلت بدلًا من ذلك التركيز على تجارة الألبسة عبر البريد التي أسستها. تقاعدت من العمل في عام 1930 وذهبت بجولة حول العالم في عام 1935. توفي زوجها في عام 1940، وتوفيت شو في 27 ديسمبر 1945 في بيرنلي في لانكشاير. حرقت جثتها ونثر رمادها في حديقة الوردة في مقبرة روكدال.

## أرشيف
يوجد تسجيل مقابلة شفوية بين برايان هاريسون ودوريس نيلد شو عن والدتها آدا في مكتبة المرأة. هي واحدة من أكثر من 200 مقابلة أجريت في السبعينيات كجزء من «الأدلة الشفوية على الحركات المعاصرة للمطالبة بإقرار حق الاقتراع للنساء: مقابلات براين هاريسون».

## تقدير ذكراها
يوجد اسمها وصورتها (مع أسماء وصور 58 من النساء المطالبات بإقرار حق الاقتراع) في قاعدة تمثال ميليسنت فوسيت في ساحة البرلمان في لندن، الذي كشف عنه في عام 2018.